# Leuronotina orizabae
Leuronotina orizabae is een rechtvleugelig insect uit de familie veldsprinkhanen (Acrididae). De wetenschappelijke naam van deze soort is voor het eerst geldig gepubliceerd in 1884 door Saussure.